# Ömer Faruk Bozdağ
Ömer Faruk Bozdağ (* 1. September 2004) ist ein türkischer Leichtathlet, der sich auf den Mittelstreckenlauf spezialisiert hat.

## Sportliche Laufbahn
Erste internationale Erfahrungen sammelte Ömer Faruk Bozdağ im Jahr 2022, als er bei den U20-Balkan-Meisterschaften in Denizli in 3:52,7 min die Goldmedaille im 1500-Meter-Lauf gewann. Im Jahr darauf schied er bei den U20-Europameisterschaften in Jerusalem mit 3:56,27 min im Vorlauf aus und 2024 siegte er bei den Balkan-Hallenmeisterschaften in Istanbul mit neuem Meisterschafts- und Landesrekord von 1:47,74 min im 800-Meter-Lauf. Im Mai siegte er in 1:48,47 min über 800 Meter bei den U23-Mittelmeer-Meisterschaften in Ismailia. Im Dezember wurde er dann bei den Crosslauf-Europameisterschaften in Antalya nach 19:52 min 56. im U23-Rennen. Im Jahr darauf verbesserte er den türkischen Hallenrekord über 800 Meter auf 1:46,79 min und siegte anschließend in 1:48,42 min bei den Balkan-Hallenmeisterschaften in Belgrad. Im Juli verpasste er bei den U23-Europameisterschaften in Bergen mit 1:47,69 min den Finaleinzug, ehe er bei den Balkan-Meisterschaften in Volos in 1:46,89 min die Silbermedaille hinter dem Kroaten Marino Bloudek gewann.
2025 wurde Bozdağ türkischer Hallenmeister im 800-Meter-Lauf.

## Persönliche Bestleistungen
- 800 Meter: 1:46,13 min, 9. August 2025 in Oordegem
  - 800 Meter (Halle): 1:46,79 min, 28. Januar 2025 in Istanbul (türkischer Rekord)
- 1500 Meter: 3:42,43 min, 5. Juli 2025 in Izmir
  - 1500 Meter (Halle): 3:46,35 min, 28. Januar 2023 in Bursa